# Неферефра
Неферефра (Ранефереф) — фараон Древнего Египта из V династии, правил приблизительно в 2460—2458 годах до н. э.

## Происхождение и правление
До последнего времени об этом фараоне было практически ничего не известно. Не ясно даже, чьим предшественником он был и от кого унаследовал власть. По ранее сложившемуся мнению, на основе теорий и предположений, он принял трон от фараона Шепсескара, однако, в последнее время, преобладает теория, что Шепсескара был поставлен не на своё место составителями Саккарского списка и хронологически не мог быть предшественником Неферефра, поскольку правил позднее.

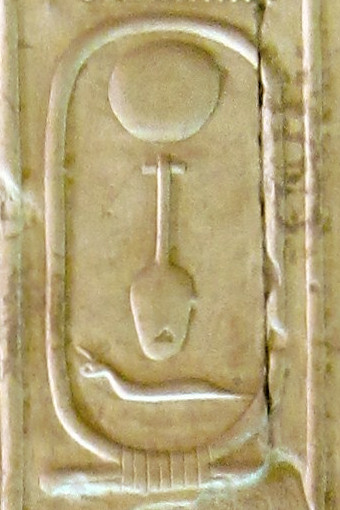
Имя Неферефра в Абидосском списке фараонов (№ 29)

Манефон называет Неферефра Хересом (др.-греч. Χέρης) и приписывает ему правление в течение 20 лет. Однако из всех сохранившихся данных вытекает, что правление Неферефра было очень кратким. Тщательное обследование Туринского папируса, повреждённого в том месте, где должны быть имя Неферефра и годы его правления, позволяет с уверенностью сказать только об одной вертикальной черте (каждая вертикальная черта указывает на один год правления), что говорит о теории времени его правления в течение всего 1 или 2 лет. Однако, данная теория хорошо согласуется с археологическими данными. Единственная надпись, сохранившаяся от времени правления Неферефра, относится к его первому году правления и расположена на большом угловом блоке в фундаменте предполагаемой будущей пирамиды фараона, которая так и не была завершена.
Возможно, Неферефра был сыном фараона Нефериркара Какаи и царицы Хенткаус II, а также старшим братом фараона Ниусерра. Если принять за истинное, что Шепсескара мог быть сыном Сахура, то можно предположить, что между потомками Сахура и Нефериркара Какаи не всё было гладко, и развернулась настоящая борьба за престол.
Предположительно, женой Неферефра была Хентакавесс III, но на данный момент подтвердить или опровергнуть это мнение со стопроцентной гарантией невозможно по причине слишком малого количества дошедших до нашего времени  свидетельств правления этого фараона.

## Имена фараона
| G5 |

| G5 |

| F35 | N28 | G43 |

| F35 | N28 | G43 |

| G16 |

| G16 |

| F35 | G17 |

| F35 | G17 |

| G8 |

| G8 |

| F35 · G7 · S12 |

| F35 · G7 · S12 |

| nswt&bity |

| nswt&bity |

| N5 | F35 | I9 |

| N5 | F35 | I9 |

| N5 | F35 | I9 |

| N5 | F35 | I9 |

| N5 | F35 | I9 |

| N5 | F35 | I9 |

| N5 | F35 | I9 |

| N5 | F35 | I9 |

| N5 | F35 | N18 |

| N5 | F35 | N18 |

| N5 | F35 | N18 |

| N5 | F35 | N18 |

| N5 | F35 | N18 |

| N5 | F35 | N18 |

| N5 | F35 | N18 |

| N5 | F35 | N18 |

| N5 | N28 | F35 |

| N5 | N28 | F35 |

| N5 | N28 | F35 |

| N5 | N28 | F35 |

| N5 | N28 | F35 |

| N5 | N28 | F35 |

| N5 | N28 | F35 |

| N5 | N28 | F35 |

| i | O34 | i |

| i | O34 | i |

| i | O34 | i |

| i | O34 | i |

| i | O34 | i |

| i | O34 | i |

| i | O34 | i |

| i | O34 | i |

### Пирамида Неферефры

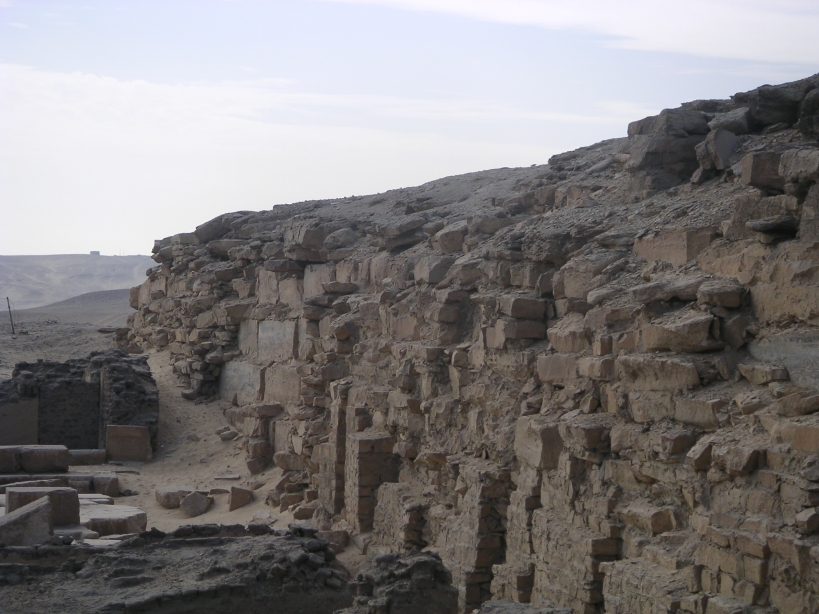
Недостроенная пирамида Неферефра в Абусире

Неферефра начал строительство собственного погребального комплекса в самой южной точке Абусирского плато, к юго-западу от пирамиды Нефериркара. Её назвали в честь царского Ба. Однако Ба в её названии почему-то употреблено во множественном числе — Нечер-бау Неферефра («Ба Неферефра божественны»). Из-за скоропостижной смерти Неферефра работы над его захоронением были прерваны. Его брат Ниусерра о продолжении строительства не позаботился, так что осталась от этой пирамиды только нижняя ступень, высотой 7 м, да и та не целиком — сохранились лишь края её, внутренние блоки увезли и использовали для других построек. Сейчас она совсем не похожа на пирамиду, а напоминает скорее теннисный корт. Когда сюда пришёл Борхардт, то уже не мог определить первоначальных размеров пирамиды; не нашёл он и следов заупокойного храма и других прилегающих построек. Эта пирамида наверняка была бы меньше всех прочих пирамид Абусирского некрополя: стороны её могли иметь максимально 75 метров, а высота — не более 50 метров.

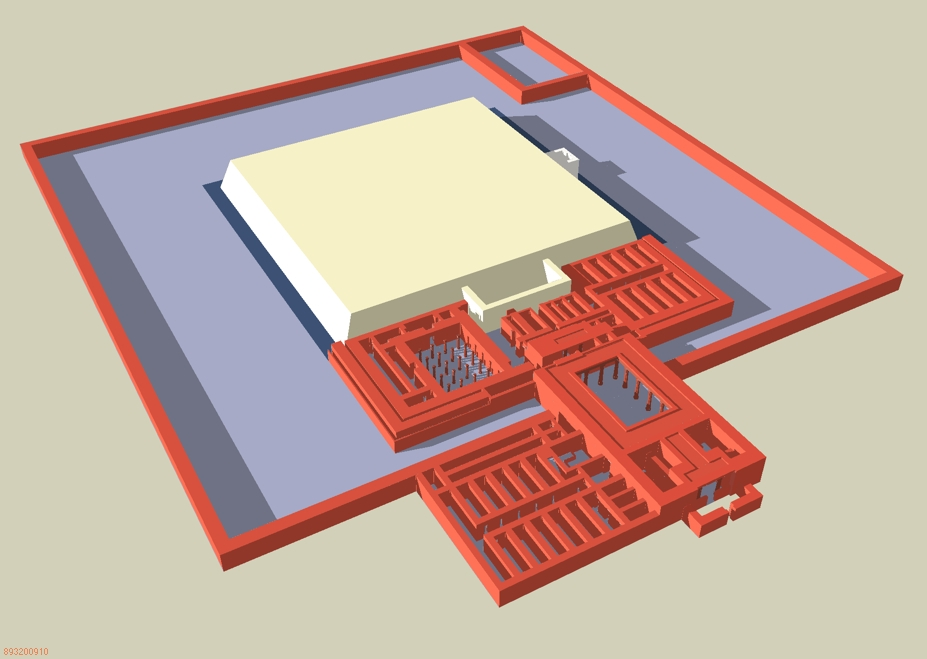
Недостроенный пирамидальный комплекс Неферефра. Реконструкция

Остальные сооружения в погребальном комплексе Неферефра были закончены во время правления Ниусерра. Но расчистка остатков заупокойного храма, который, за исключением святилища и баз колонн, был выполнен из сырцового кирпича, принесла значительные результаты. В 1981—1982 годах чешская экспедиция обнаружила здесь сотни фрагментов и свитков папируса, составлявших архивы, подобные тем, что принадлежали эпохе Нефериркара. Затем, в 1984—1985 гг. нашли великолепные статуи царя, черты которого до этого момента были абсолютно неизвестны. Также были найдены остатки обёрточной материи и кости плохо сохранившейся мумии, которую идентифицируют с Неферефра. Антропологический анализ показал, что мумия принадлежит мужчине, умершему в возрасте от 20 до 23 лет, что полностью согласуется с нашими представлениями о фараоне, правившем на протяжении совсем короткого времени, и подтверждает ошибочность сообщения Манефона о двадцатилетнем правлении Неферефра.
Судя по надписям Неферефра строил солнечный храм, носящий имя Хотеп-Ра. Однако никаких следов этого храма до сих пор не обнаружено. Возможно, он остался недостроенным, по причине краткого правления фараона.

### Архив и статуэтка Неферефра

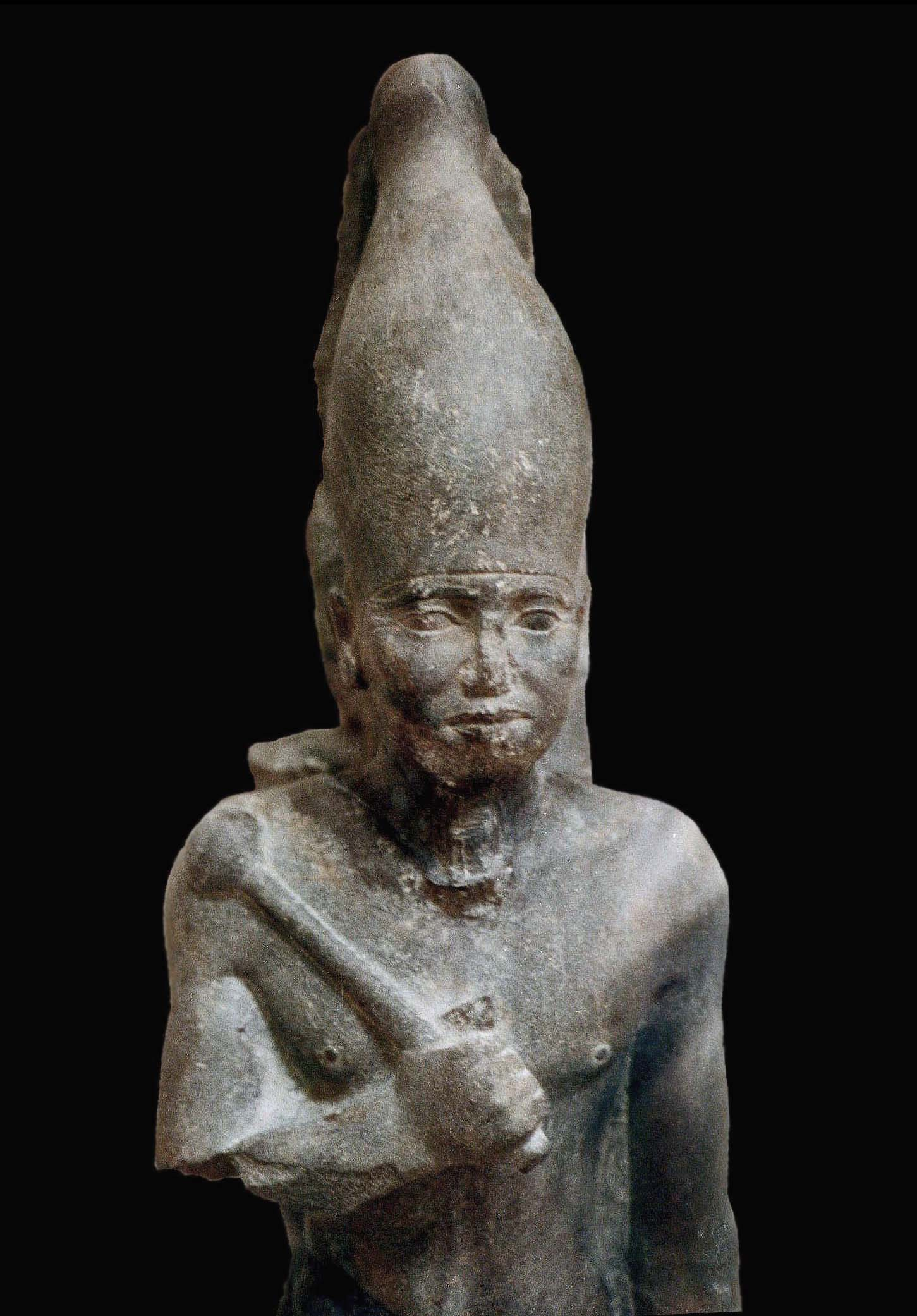
Сланцевая статуя Неферхау Неферефра в белой короне Верхнего Египта. Найдена в заупокойном храме Неферефра в Абусире, ныне находится в Египетском музее, Каир

Открытие учёными Пражского университета архива заупокойного храма Неферефры пролило свет на его правление, которому первоначально не придавалось большого значения.

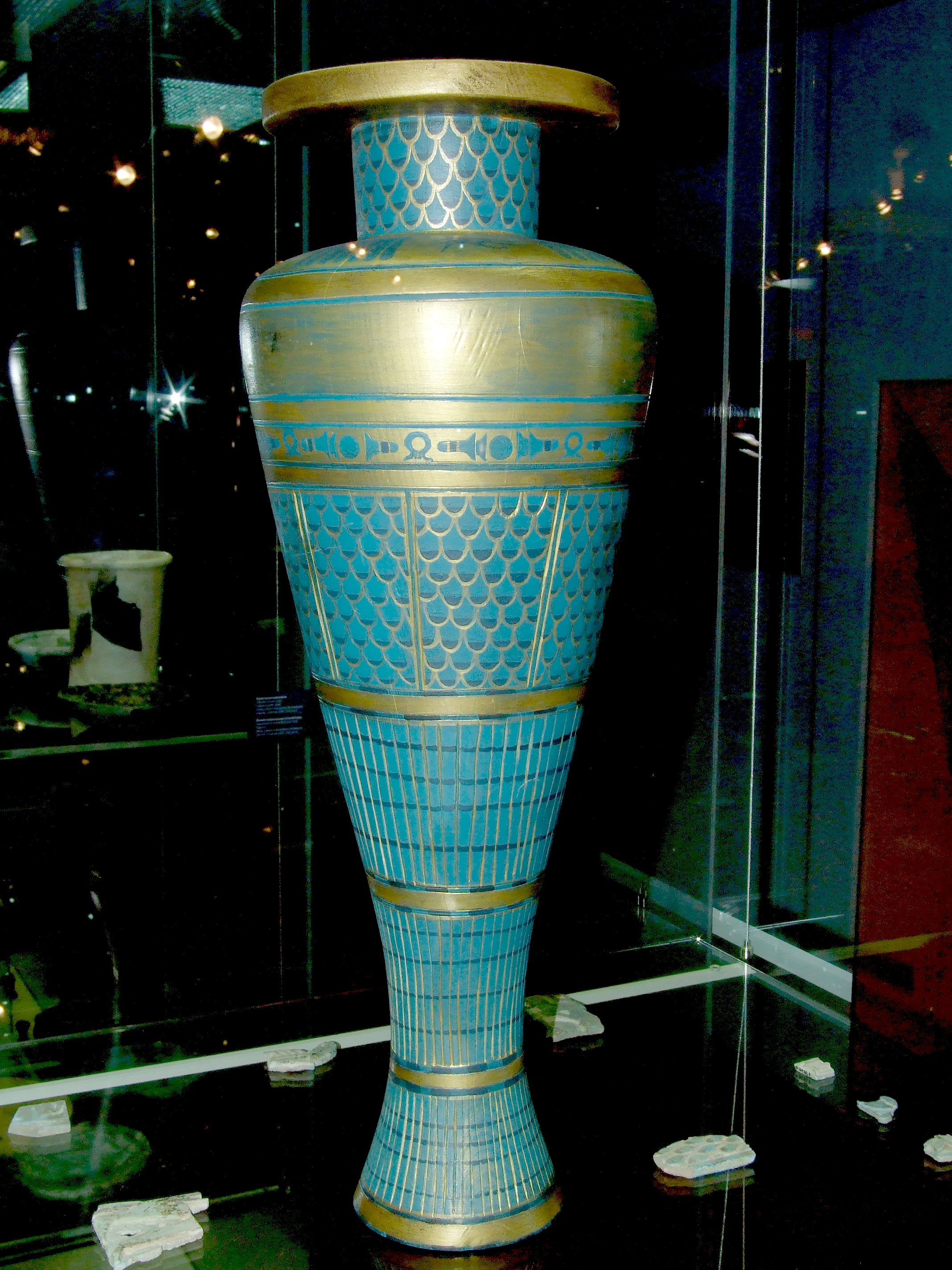
Реконструкция ритуальной вазы. Содержит хорово и тронное имена Неферефра. Фрагменты вазы найдены в заупокойном храме этого фараона. Пражский национальный музей

Обнаруженное собрание папирусов и глиняных табличек дало возможность значительно упорядочить и расширить существовавшие сведения, извлечённые из архива Нефериркары Какаи, представляющего подробные записи об управлении царской собственностью и погребальными мероприятиями V династии. Вместе с архивами были найдены и другие предметы, в том числе солнечные ладьи, печати с картушами фараона, фрагменты гранитного саркофага, фрагменты четырёх погребальных урн из алебастра, небольшие фигурки и статуэтка фараона из розового известняка. Утрата скульптурой некоторых частей не мешает зрительному восприятию целого, а её небольшие размеры позволяют оценить точно уравновешенную композицию. В портрете царя заметна тенденция к традиционной для подобных изображений идеализации модели, однако почти неуловимые черты наделяют лицо фараона долей индивидуальности: тонкий, небольшой нос, полные щёки, на которых заметны лёгкие складки, усы, линия которых повторяет изгиб полных, чётко очерченных губ. Атрибутами царской власти являются скипетр, змея-урей на лбу фараона (в парике остался след от её прикрепления), накладная борода (также сохранились лишь её следы) и образ сокола Хора, который, как и в статуе Хафры, прикрывает крыльями голову своего земного воплощения.
Благодаря этим находкам, фараон, ранее совершенно не известный, стал одним из самых задокументированных царей Древнего царства.
| V династия                 |                                                                       |                    |
| Предшественник: Шепсескара | фараон Египта ок. 2456—2445 до н. э. (правил приблизительно 5—11 лет) | Преемник: Ниусерра |